# The Catherine Tate Show
The Catherine Tate Show è uno sketch show televisivo di produzione britannica, in onda dal 2004 al 2006.
Lo spettacolo è stato ideato da Derren Litten e dall'attrice comica inglese Catherine Tate, che ne è anche protagonista insieme a Niky Wardley, Mathew Horne e Angela McHale.
Dato il grande successo della prima serie dello show, andata in onda dal 16 febbraio al 22 marzo 2004 sull'emittente televisiva BBC Two, sono state prodotte e trasmesse anche la seconda serie (dal 21 luglio al 25 agosto 2005) e la terza (dal 14 ottobre al 25 novembre 2006), oltre ad uno speciale mandato in onda il 25 dicembre 2007, per un totale di 20 episodi della durata di circa 30 minuti.
In Italia lo show è trasmesso da Bonsai da febbraio 2009.

## Episodi
| Stagioni         | Episodi | Prima TV originale | Prima TV italiana |
| ---------------- | ------- | ------------------ | ----------------- |
| Prima stagione   | 6       | 2004               | inedita           |
| Seconda stagione | 7       | 2005               | inedita           |
| Terza stagione   | 6       | 2006               | inedita           |
| Speciale         | 3       | 2007-2009          | inedita           |

## Riconoscimenti
2004 - Banff World Media Festival
- Miglior commedia

2004 - National Comedy Awards
- Miglior commedia esordiente a Catherine Tate
- Candidatura per miglior attrice in una commedia televisiva a Catherine Tate

2004 - Royal Television Society
- Make Up Desing intrattenimento e non drammatizzazione a Vanessa White

2004 - British Academy Television Awards
- Candidatura per miglior commedia: programma o serie

2005 - British Comedy Awards
- Candidatura per miglior commedia televisiva
- Candidatura per miglior attrice in un commedia televisiva a Catherine Tate
- Miglior scelta del popolo

2005 - International Emmy Award
- Candidatura per la miglior interpretazione di un'attrice a Catherine Tate

2006 - RTS Awards 
- Miglior spettacolo comico a Catherine Tate
- Miglior divertimento

2007- National Television Awards
- Miglior programma comico più popolare

2008 - Nickelodeon Kids' Choice Awards
- Candidatura per la persona più divertente a Catherine Tate
- Candidatura per persona divertente preferita a Catherine Tate